# Hypochrysops ignita
Hypochrysops ignita Leach, 1814, è un lepidottero appartenente alla famiglia Lycaenidae, diffuso in Oceania.

## Descrizione
È una piccola farfalla diurna dall'apertura alare di circa 2,5 o al massimo 3 cm. Il lato superiore delle ali anteriori sono azzurre nella parte centrale, mentre quelle posteriori sono di colore violetto; tutte e quattro presentano ampie orlature scure. Il lato inferiore è più variopinto, ma sugli altri colori spiccano delle strisce rosso fuoco alternate ad altre azzurre. le ali posteriori inoltre sono dotate di corte frange bianche e nere. Il corpo, dorsalmente scuro, è argenteo nella parte inferiore. Il bruco si sviluppa su varie piante, tra cui acacie e camelie.

## Distribuzione e habitat
È diffusa nelle foreste tropicali di vari territori dell'Australia (Nuovo Galles del Sud, Isole del Mar dei Coralli, Territorio del Nord, Queensland, Australia Meridionale, Victoria e Australia Occidentale) e in Nuova Guinea (sia nella parte indonesiana sia nella parte appartenente a Papua Nuova Guinea).